# 青嵐のあとで
『青嵐のあとで』（あおあらしのあとで）は、sajou no hanaの楽曲。sajou no hanaの4枚目のシングルとして、2020年8月19日にワーナー・ブラザース・ホームエンターテイメントから発売された。

## 概要
sajou no hanaのシングル曲としては『Parole』以来約1年ぶりのリリースとなった。表題曲はテレビアニメ『とある科学の超電磁砲T』の後期エンディングテーマに使用された。また、B面に収録している『ここにいたい』は同テレビアニメ15話において挿入歌として採用された。

## 収録内容
| #  | タイトル                                                                      | 作詞・作曲   | 編曲                   | 時間 |
| -- | ----------------------------------------------------------------------------- | ------------ | ---------------------- | ---- |
| 1. | 「青嵐のあとで」(テレビアニメ『とある科学の超電磁砲T』後期エンディングテーマ) | キタニタツヤ | キタニタツヤ 、 渡辺翔 | 4:10 |
| 2. | 「ここにいたい」(テレビアニメ『とある科学の超電磁砲T』第15話挿入歌)           | 渡辺翔       | キタニタツヤ           | 3:30 |
| 3. | 「Hypnosis」                                                                  | キタニタツヤ | キタニタツヤ           | 4:07 |